# Weltspiele der Auslandspolen

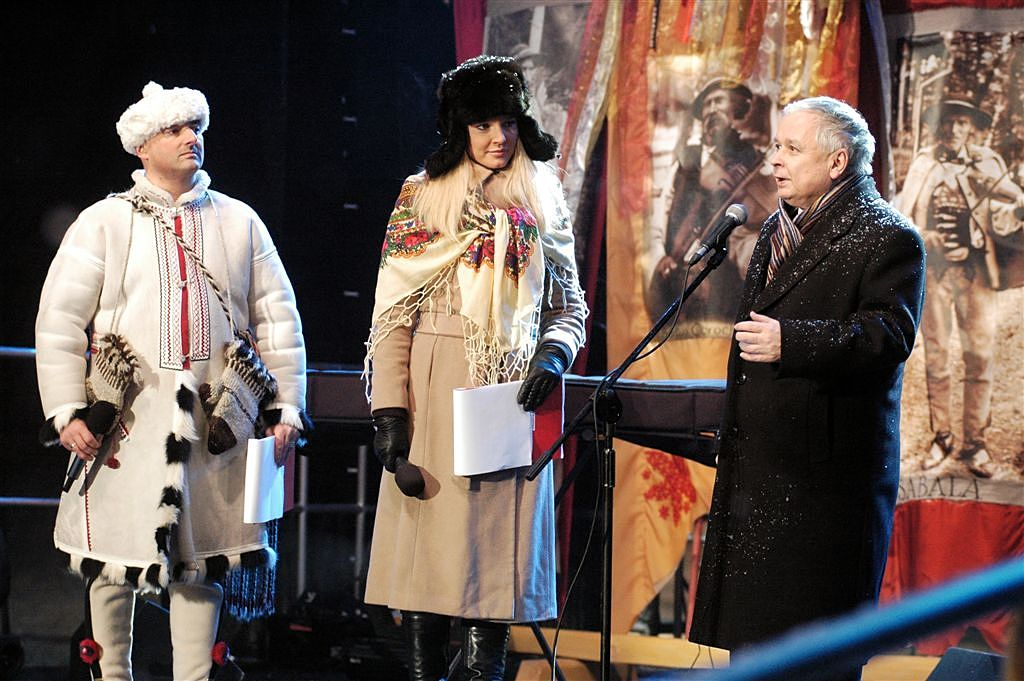
Der polnische Präsident Lech Kaczyński war Schirmherr der 8. Winterspiele in Zakopane 2010

Die Weltspiele der Auslandspolen (polnisch Światowe Igrzyska Polonijne) sind Sportwettkampfveranstaltungen, die für Angehörige der Polonia, der polnischen Diaspora, organisiert werden. Es gibt sowohl Sommer- als auch Winterspiele, die im jährlichen Wechsel an verschiedenen Orten in Polen ausgetragen werden. Ziel der Spiele ist es, im Ausland lebende Polen enger an das Land ihrer Vorfahren zu binden. In seinen Grundsätzen folgen die Weltspiele der olympischen Idee, nach der die Teilnahme und nicht der Sieg das Wichtigste ist. Organisiert wird die Veranstaltung von der Vereinigung „Polnische Gemeinschaft“ (Wspólnota Polska), unterstützt vom polnischen Staatspräsidenten als Schirmherr sowie dem Auslandssender TVP Polonia, der die Schirmherrschaft der Medien übernahm.

## Geschichte

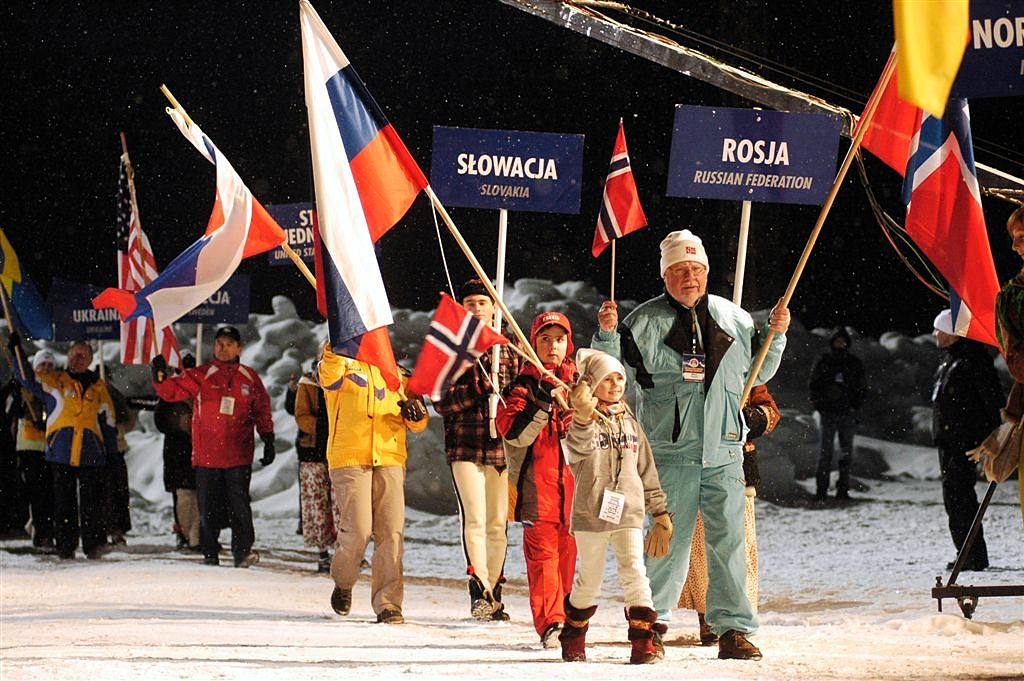
Einmarsch der Nationen bei der Eröffnungsfeier (8. Winterspiele in Zakopane 2010)

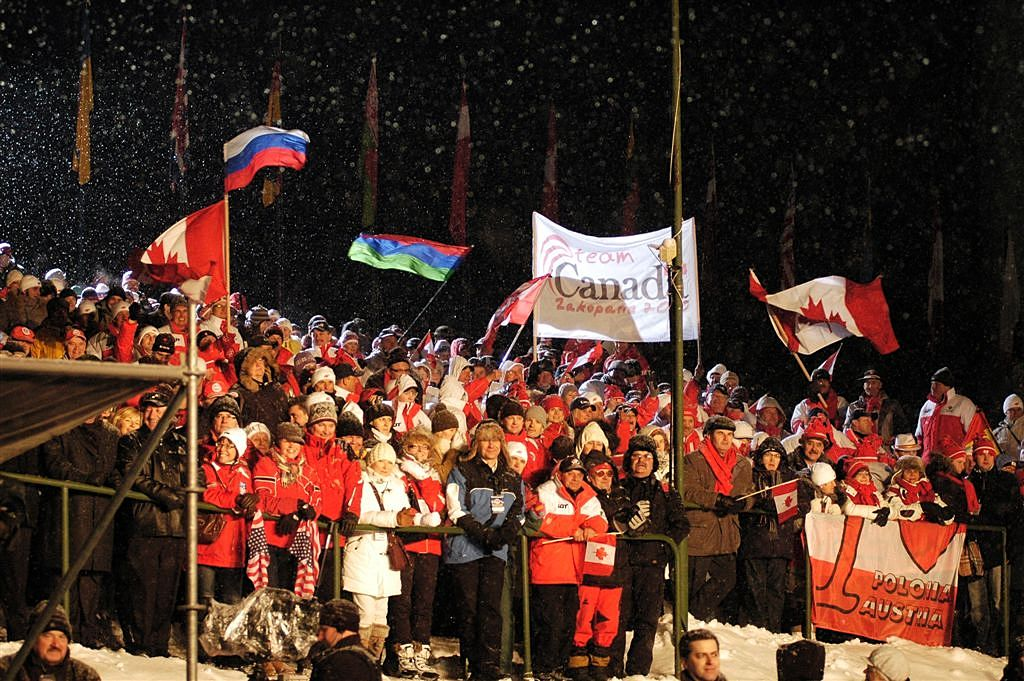
In den Zuschauerrängen finden sich viele sportbegeisterte Angehörige der Polonia aus Kanada, deren Mannschaft 2010 einen dritten Platz im Medaillenspiegel einnahm. (8. Winterspiele 2010 in Zakopane)

### Hintergrund
Bereits um die Jahrhundertwende um 1900, das heißt noch während der dritten Teilung Polens, trafen sich polnische Sportler aus nah und fern, um sich in Wettkämpfen zu messen. Ein Beispiel ist das „Treffen der Polnischen Falkenschaft“ (Zlot Sokolstwa Polskiego), das 1910 in Krakau stattfand. Anlass war das 500-jährige Jubiläum der Schlacht bei Tannenberg, weshalb das Ereignis in Polen auch als „Grunwalder Treffen“ (Zlot Grunwaldzki) bezeichnet wird. An der Sportveranstaltung nahmen rund 10.000 Polen aus Europa und den USA teil.
In den 1930er Jahren erlebte der Sport auch in Polen eine rasante Entwicklung, wozu vor allem die Goldmedaillen der Leichtathleten Stanisława Walasiewicz und Janusz Kusociński während der Olympischen Sommerspiele 1932 in Los Angeles beitrugen. Die aufkommende Sportbegeisterung führte zur Gründung zahlreicher polnischer Sportvereine in der Diaspora.
Während des „V. Kongresses des Organisationsrates von Polen im Ausland“, der im November 1933 in Warschau stattfand, wurde die Ausrichtung der „ersten Polonia-Sportspiele“ (I. Polonijne Igrzyska Sportowe, PIS) beschlossen. Sie richteten sich an Polen aus dem Ausland und der Freien Stadt Danzig. Ihr Organisationskomitee leitete der Senatsmarschall Władysław Raczkiewicz.

### Die ersten Spiele im Jahr 1934
Bei den ersten Weltspielen für Auslandspolen 1934 in Warschau nahmen schließlich 400 Athleten teil. Die Sportler bildeten 13 Teams, darunter kamen Teilnehmer aus Kanada, Brasilien und dem damaligen Kaiserreich Mandschukuo in der Mandschurei. Die größte Mannschaft bildeten hierbei Polen aus der Freien Stadt Danzig mit 64 Wettkämpfern. Der Eröffnungsfeier am 1. August 1934 im Warschauer Stadion Wojska Polskiego wohnte der polnische Präsident Ignacy Mościcki bei. Nach Abspielen der polnischen Nationalhymne und dem Hissen der Flagge Polens erfolgte der Einmarsch der Athleten, die alle einheitlich in weißem Hemd und roter Krawatte gekleidet waren. Erfolgreichste Mannschaft waren die polnischen Emigranten aus Frankreich, gefolgt von den Sportlern aus Danzig und der Tschechoslowakei.

### 1974 bis heute
Die angespannte Situation in Europa und der Ausbruch des Zweiten Weltkriegs Ende der 1930er Jahre war ein Grund, das die Spiele erst wieder nach 40-jähriger Pause 1974 in Krakau eine Fortsetzung fanden. Die Behörden verhinderten dabei eine Teilnahme von ethnischen Polen aus der Sowjetunion, die erst seit 1991 an den Spielen ungehindert teilnehmen können.
1989 fanden in Zakopane erstmals die „Weltwinterspiele der Auslandspolen“ statt. Sie waren ursprünglich im dreijährlichen Rhythmus geplant, wurden aber erst seit 2000 nach achtjähriger Pause regelmäßig alle zwei Jahre ausgetragen. Die Weltsommerspiele fanden bereits seit 1997 im regelmäßigen Turnus von zwei Jahren statt, so dass seit 2000 abwechselnd jedes Jahr entweder Sommer- oder Winterspiele veranstaltet werden.
1990 wurde in Warschau die Vereinigung „Polnische Gemeinschaft“ (Stowarzyszenie „Wspólnota Polska“) gegründet, die bis heute die Weltspiele organisiert. Das Ziel der Vereinigung ist es, die Bande unter Auslandspolen zu stärken. Der langjährige Vorsitzende der Vereinigung, der Politiker Andrzej Stelmachowski, setzte sich in den 1990er Jahren vehement für eine Neubelebung der Spiele ein.

## Sommerspiele

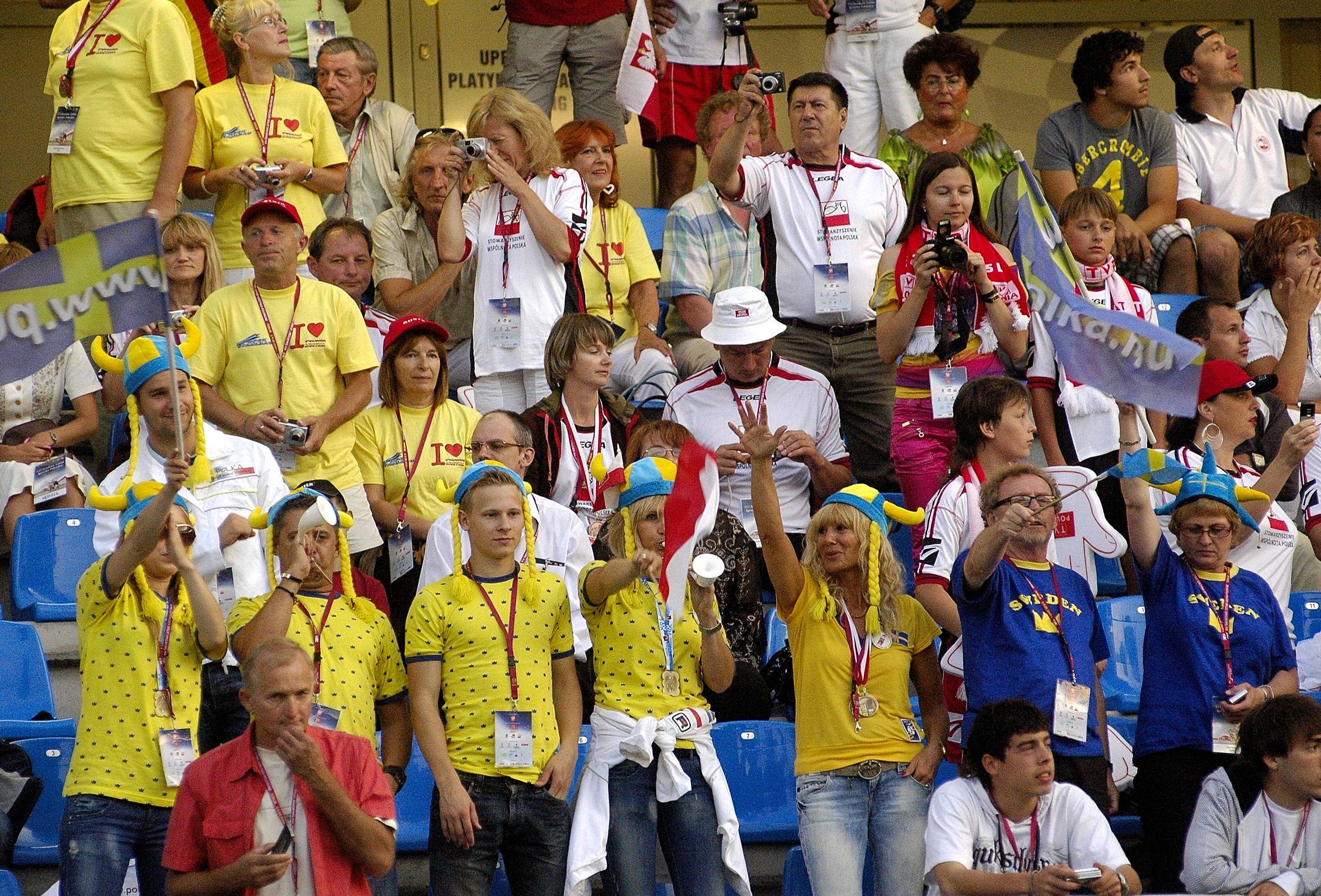
Ausgelassene Stimmung in den Zuschauerrängen bei den 14. Sommerspielen in Toruń

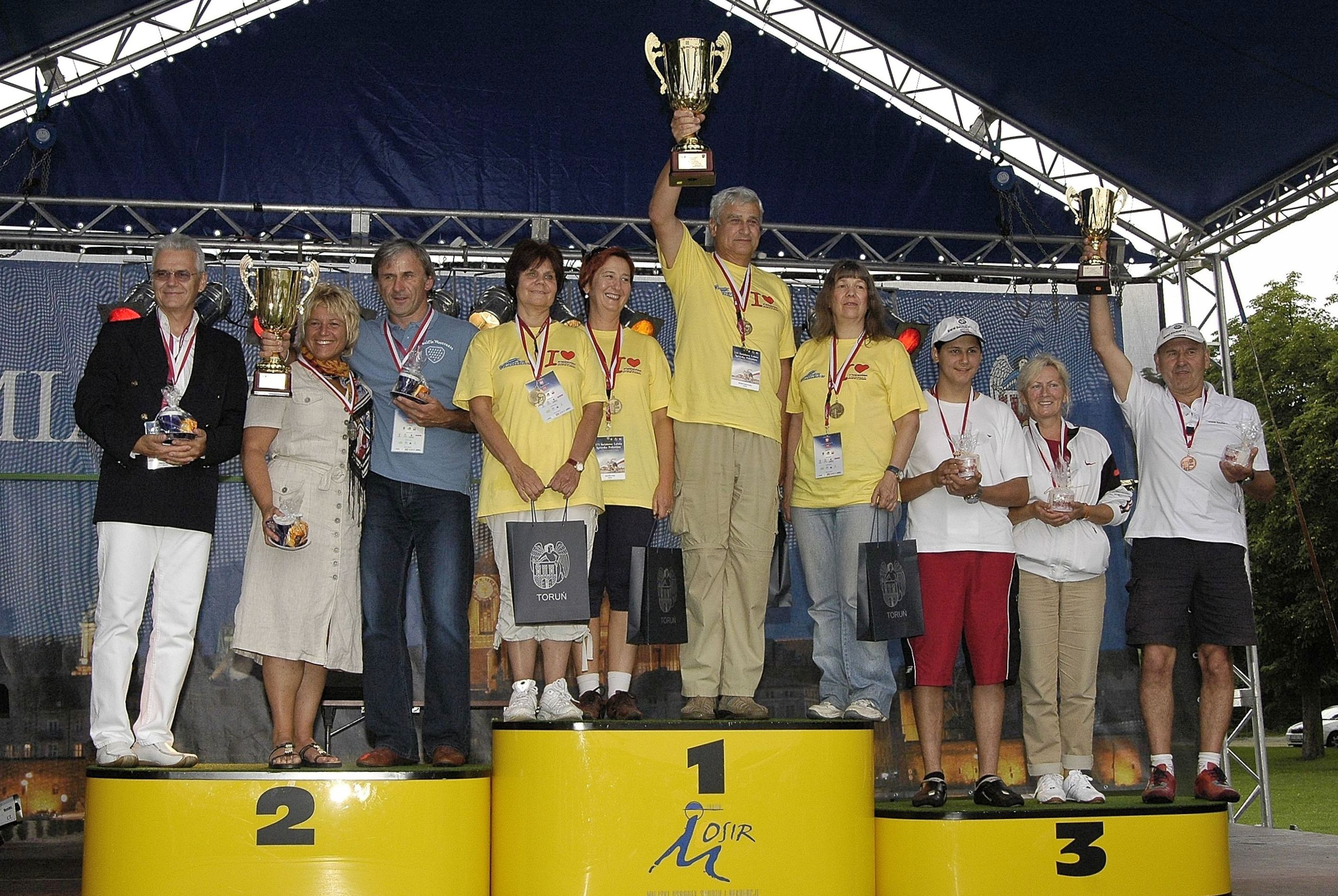
Fröhliche Gesichter auf dem Siegertreppchen während der 14. Sommerspiele in Toruń

| Nr.    | Jahr | Ort      | Medaillenspiegel                                        | Anmerkungen                                                                        |
| ------ | ---- | -------- | ------------------------------------------------------- | ---------------------------------------------------------------------------------- |
| XVIII. | 2017 | Toruń    | 1. Tschechien (161) 2. Litauen (158) 3. Belarus (97)    | xxx Teilnehmer aus xxx Ländern in xxx Sportarten (vom 29. Juli bis 6. August 2017) |
| XVII.  | 2015 | ?        | 1. 2. 3.                                                | xxx Teilnehmer aus xxx Ländern in xxx Sportarten                                   |
| XVI.   | 2013 | Kielce   | 1. Tschechien (158) 2. Litauen (116) 3. Kanada (100)    | 1400 Teilnehmer aus 31 Ländern in 18 Sportarten                                    |
| XV.    | 2011 | Breslau  | 1. Deutschland (171) 2. Kanada (169) 3. Österreich (87) | 1682 Teilnehmer aus 23 Ländern in 27 Sportarten                                    |
| XIV.   | 2009 | Toruń    | 1. Deutschland (133) 2. Kanada (118) 3. Litauen (94)    | 1101 Teilnehmer aus 29 Ländern in 20 Sportarten                                    |
| XIII.  | 2007 | Słupsk   | 1. Deutschland (94) 2. Litauen (65) 3. Tschechien (34)  | 1068 Teilnehmer aus 28 Ländern                                                     |
| XII.   | 2005 | Warschau | 1. Belarus (96) 2. Deutschland (104) 3. Kanada (48)     | 1000 Teilnehmer aus 28 Ländern                                                     |
| XI.    | 2003 | Posen    | 1. Belarus (84) 2. Litauen (99) 3. Moldau (27)          | 700 Teilnehmer                                                                     |
| X.     | 2001 | Sopot    | 1. Deutschland (98) 2. Litauen (58) 3. Belarus (40)     | 500 Teilnehmer aus 21 Ländern                                                      |
| IX.    | 1999 | Lublin   |                                                         | 350 Teilnehmer aus 16 Ländern                                                      |
| VIII.  | 1997 | Lublin   |                                                         | 600 Teilnehmer aus 24 Ländern                                                      |
| VII.   | 1991 | Krakau   |                                                         | 271 Teilnehmer aus 14 Ländern                                                      |
| VI.    | 1987 | Krakau   |                                                         | 1300 Teilnehmer, 29 Teams                                                          |
| V.     | 1984 | Warschau |                                                         | 1500 Teilnehmer, 14 Teams                                                          |
| IV.    | 1981 | Krakau   |                                                         | 383 Teilnehmer, 12 Teams                                                           |
| III.   | 1977 | Krakau   |                                                         | 700 Teilnehmer, 15 Teams                                                           |
| II.    | 1974 | Krakau   |                                                         | 319 Teilnehmer, 13 Teams, Einführung von Altersklassen                             |
| I.     | 1934 | Warschau | 1. Frankreich 2. Freie Stadt Danzig 3. Tschechoslowakei | 400 Teilnehmer, 13 Teams                                                           |

## Winterspiele
| Nr.   | Jahr | Ort                  | Medaillenspiegel                                               | Anmerkungen                                     |
| ----- | ---- | -------------------- | -------------------------------------------------------------- | ----------------------------------------------- |
| XVI.  | 2024 | Wisła                |                                                                |                                                 |
| XV.   | 2022 | Wisła                |                                                                |                                                 |
| XIV.  | 2020 | Krynica-Zdrój        |                                                                |                                                 |
| XIII. | 2018 | Krynica-Zdrój        |                                                                |                                                 |
| XII.  | 2016 | Ustrzyki Dolne       |                                                                |                                                 |
| XI.   | 2014 | Riesengebirge        |                                                                | zehn Disziplinen                                |
| X.    | 2012 | Schlesische Beskiden | 1. Litauen (113) 2. Tschechien (75) 3. Russland (49)           | 700 Athleten aus 20 Ländern in zehn Disziplinen |
| IX.   | 2010 | Zakopane             | 1. Tschechien (40) 2. Litauen (30) 3. Kanada (29)              |                                                 |
| VIII. | 2008 | Schlesische Beskiden | 1. Kanada (42) 2. Russland (30) 3. Schweden (26)               |                                                 |
| VII.  | 2006 | Beskiden             |                                                                |                                                 |
| VI.   | 2004 | Beskiden             |                                                                | 600 Athleten in sieben Disziplinen              |
| V.    | 2002 | Beskiden             | 1. Tschechien (386 P.) 2. Litauen (275 P.) 3. Belarus (201 P.) | 500 Teilnehmer aus über 20 Ländern              |
| IV.   | 2000 | Beskiden             |                                                                | 220 Athleten aus 16 Ländern in vier Disziplinen |
| III.  | 1992 | Zakopane             |                                                                |                                                 |
| II.   | 1989 | Zakopane             |                                                                |                                                 |
| I.    | 1986 | Zakopane             |                                                                |                                                 |